# Adriana Facchetti
Adriana Facchetti, född 6 januari 1921 i Desenzano del Garda, Lombardiet, död 6 oktober 1993 i Rom, var en italiensk skådespelerska.

## Roller i urval
- 1955 – Världens vackraste kvinna
- 1962 – Neapel - ockuperad stad
- 1963 – La ragazza che sapeva troppo
- 1966 – Incompreco
- 1967 – 7 Winchester för att döda
- 1974 – Il cittadino si ribella
- 1977 – Napoli si ribella
- 1987 – Intervista
- 1991 – En förtrollad april